# Ixcateopan de Cuauhtémoc
Ixcateopan de Cuauhtémoc est une ville dans la municipalité de Ixcateopan de Cuauhtémoc, dans l'état de Guerrero, au sud-ouest du Mexique.